# Bert De Clercq
Bert De Clercq (Boom, 7 juni 1996) is een Belgisch presentator en reportagemaker.
Met zijn YouTubekanaal 'bertdc' werd hij in 2008 de eerste Nederlandssprekende YouTubepartner in België.
Als presentator startte hij in 2011 bij de Belgische jongerenzender TMF. Nadien maakte hij televisie voor OP12 en ging hij vervolgens aan de slag als regisseur bij Iedereen Beroemd en 1000 zonnen.
Sedert augustus 2017 maakt hij online video's voor Studio Brussel.
In 2025 werkte De Clercq mee aan de choreografie van een dansfilm van de Duitse filmmaker Florian Caspar Richter,  gepland voor release in oktober 2025. 